# メルツェンビア

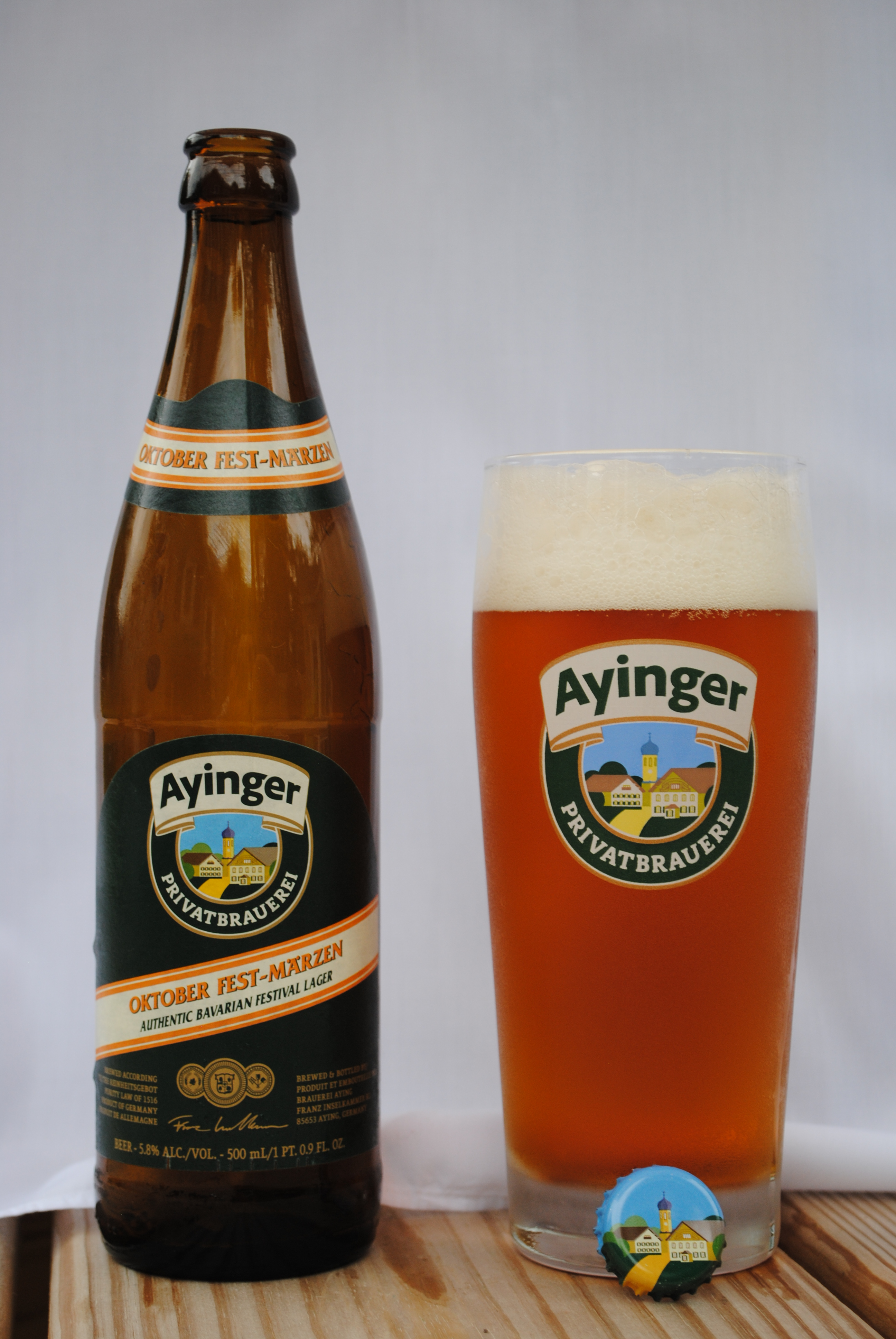
アインガーのメルツェン

メルツェンビア（ドイツ語: Märzenbier）はビールのスタイルの一つである。単にメルツェンと呼ぶこともある。下面発酵のビール。

## 概要
3月を意味するドイツ語: Märzが名前の由来である。
ドイツでは、南部の州、バイエルン州とバーデン＝ヴュルテンベルク州で飲まれている。
使用されるビアグラスは「マース」（独: Maß、バイエルン・オーストリア語でMass）と呼ばれる0.5リットルから1リットルくらいの大きめのビールジョッキ。ミュンヘンのオクトーバーフェストでよく使用される。
『ビアスタイル・ガイドライン1208』ではジャーマンスタイル・メルツェンとして以下のように定義している。
- 色合いは、ゴールドから赤みがかったブラウン
- モルトの甘味が、ホップの苦味にやや勝っていなければならない。
- トースト香が支配的で、カラメル香は軽いもののみゆるされる。
- アルコール度数は5.3%から5.9%
- IBU 18から25
- SRM 4から15

SRM イメージ色
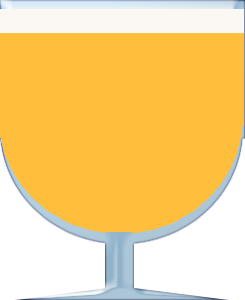
SRM 4
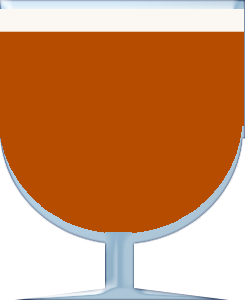
SRM 16

## 歴史
冷却保存の技術が未発達であった中世では衛生上の理由から、4月23日（聖ゲオルクの日）から9月29日（聖ミヒャエルの日）の間はビールの醸造が許されていなかった。その期間、長期間保存するために高アルコール度数のビールが開発される。メルツェンもそうやって誕生したビールの一種であり、3月に醸造することから「3月ビール」=「メルツェンビア」と呼ばれるようになった。
19世紀半ばに、ウィーンの醸造家アントン・ドレハーがウインナーラガーを完成させる。ドレハーはウインナーラガーの製造レシピをミュンヘンのシュパーテン醸造所のガブリエル・ゼードルマイル2世へ贈った。ゼードルマイルがこのレシピを元に新たなメルツェンビアを造り、オクトーバーフェストで売り出したところ、大変な評判となった。以降、メルツェンビアにはウィーン麦芽（ウィーンモルト）が使われるようになった。
2011年時点では、オクトーバーフェストで提供されているメルツェンはピルスナーのような淡い液色を好む観光客の要望に合わせ、色が薄くなってきている。

## オクトーバーフェスト
中世ではビールの醸造が再開できる9月29日以降に、秋の収穫を祝い、新酒を作り始めるためにビール樽に残っているメルツェンビアを飲み干して空にするための祭りが開催されるようになった。これがオクトーバーフェストの原型である。
現代では、3月に仕込んだメルツェンビアを夏を越して熟成させ、オクトーバーフェストで呑むことから、メルツェンビアをオクトーバーフェストビールと呼ぶこともある。